# Oliver Pranjic
Oliver Pranjic (* 28. September 1994 in Wien) ist ein österreichischer Fußballspieler.

## Karriere
Pranjic begann seine Karriere in der Jugendabteilung des FK Austria Wien. 2008 verließ er die Veilchen und spielte eine Halbsaison beim SC Team Wiener Linien, ehe er in die Jugendmannschaft des First Vienna FC wechselte. Nach einem weiteren Jahr ging er zum österreichischen Rekordmeister SK Rapid Wien. Die Jugendabteilung der Grün-Weißen verließ Pranjic 2012 und wechselte in die Regionalliga Ost zum 1. Simmeringer SC.
Sein Debüt in der dritthöchsten österreichischen Spielklasse gab er am 2. März 2013 gegen den 1. SC Sollenau, als er für Alexander Koppitz eingewechselt wurde. Das Spiel wurde 0:2 verloren. Daraufhin wurde der Erstligist FC Admira Wacker Mödling auf den jungen Mittelfeldspieler aufmerksam und verpflichtete ihn im Januar 2013. Sein erstes Spiel in der Bundesliga gab Pranjic am 30. März 2013 gegen den SV Mattersburg, als er in der 71. Minute für den Tschechen Patrik Ježek eingewechselt wurde. Das Spiel wurde 1:0 gewonnen.
2014 wurde er an den Zweitligisten TSV Hartberg verliehen. Nachdem er in der Herbstsaison 2015/16 nur in der Zweitmannschaft gespielt hatte, wechselte er zum Regionalligisten SV Horn. Mit Horn konnte er in derselben Saison in den Profifußball aufsteigen.
Nach dem Abstieg aus der zweiten Liga wechselte er zur Saison 2017/18 zum viertklassigen SV Stripfing. Für Stripfing kam er zu 15 Einsätzen in der Landesliga. Zur Saison 2018/19 wechselte Pranjic zum Regionalligisten SV Leobendorf. In vier Jahren kam er zu 76 Einsätzen in der Regionalliga Ost, in denen er 18 Tore erzielte. Zur Saison 2022/23 wechselte er innerhalb der Liga zum TWL Elektra, bei dem er bereits in seiner Jugend gespielt hatte, als das Team noch als Team Wiener Linien firmierte.